# Mack Swain

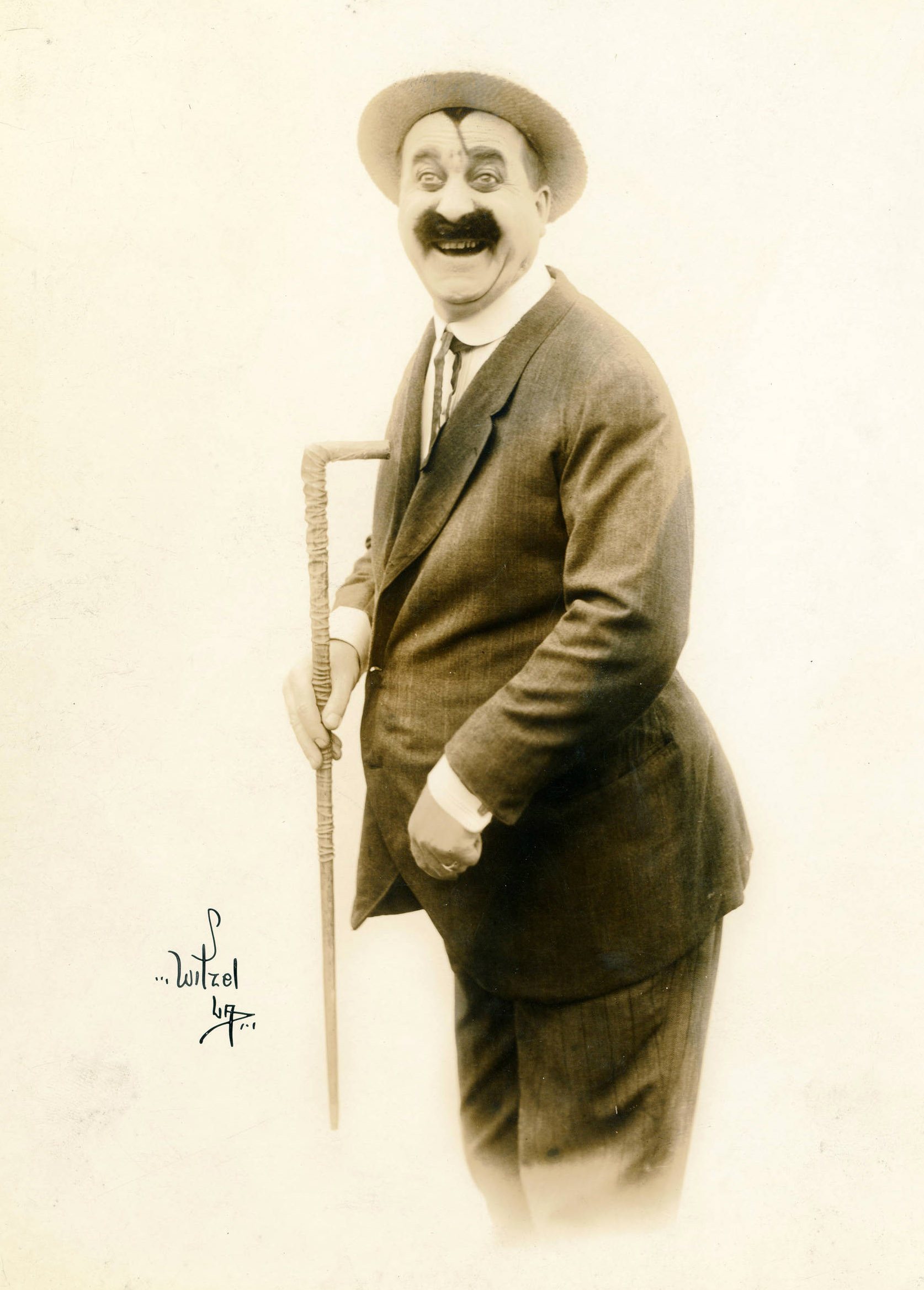
Mack Swain (1920)

Mack Swain (* 16. Februar 1876 in Salt Lake City, Utah als Moroni Swain; † 25. August 1935 in Tacoma, Washington) war ein US-amerikanischer Schauspieler und Komiker. Er wurde bekannt durch seine Mitwirkung in vielen Filmen von Charlie Chaplin.

## Leben
Mack Swain wurde als Sohn von Robert Henry Swain und Mary Ingeborg Jensen in Salt Lake City geboren. Seine Familie war mormonischen Glaubens, Swains Vater war Priester in der Kirche Jesu Christi der Heiligen der Letzten Tage. Er selbst hatte den Geburtsnamen Moroni – nach dem gleichnamigen Propheten im Buch Mormon –, nahm allerdings für seine Showkarriere den Künstler-Vornamen Mack an. Seine Laufbahn begann er als Unterhaltungskünstler in Vaudeville-Shows, insbesondere wirkte er im Nordwesten der Vereinigten Staaten.  Ab 1913 stand Swain Filme bei den Keystone Studios von Mack Sennett unter Vertrag, wo er zahlreiche stumme Kurzfilm-Komödien abdrehte. Dabei trat der große, schwergewichtige Schauspieler an der Seite von anderen Stummfilmkomikern wie Mabel Normand, Charlie Chaplin und Roscoe Arbuckle auf. Zeitweise war Swain auch Mitglied der damals berühmten Komikertruppe Keystone Kops.
In den 1910er-Jahren bildete er mit Chester Conklin ein Komikerduo: Während Swains Figur sich Ambrose nannte, hieß Conklins Figur Walrus. Die markanten Schnauzbärte wurden zu den Markenzeichen der beiden Komiker und sie traten gemeinsam in über zwei Dutzend Filmen auf. Auch hatte Swain im Jahr 1916 die Hauptrolle in A Movie Star, dem wohl ersten Film, der die Prämisse eines „Films im Film“ hatte (noch vor Buster Keatons Sherlock, jr.). Er wechselte später zum Filmstudio L-KO Kompany, wo er die Rolle des Ambrose erneut in zahlreichen eigenen Kurzfilm-Komödien spielte. Zwischen 1919 und 1920 fungierte Swain auch bei 15 Kurzfilmen als Regisseur.
Ab 1921 arbeitete Swain wieder mit Charlie Chaplin bei First National zusammen, und dieser besetzte ihn in vier seiner Komödien bis 1925. Seinen wohl heute noch bekanntesten Filmauftritt hatte Swain als grobschlächtiger, aber gutherziger Goldsucher Big Jim MacKay in Chaplins Stummfilmklassiker Goldrausch aus dem Jahr 1925. Gegen Ende der Stummfilmzeit trat Swain als Nebendarsteller auch in einigen Filmen außerhalb des Komödiengenres auf, etwa in den Abenteuerfilmen Der Adler und Der Bettelpoet.
Bald nach Beginn des Tonfilmes Ende der 1920er-Jahre zog sich Swain weitgehend aus dem Filmgeschäft zurück und stand zuletzt nur noch sporadisch vor der Kamera. Insgesamt spielte er bis zu seinem Tod in rund 160 Filmen. Mack Swain verstarb 1935 im Alter von 59 Jahren in Tacoma, Washington, nachdem er während einer Zugfahrt zwischen Chicago und Hollywood plötzlich schwer erkrankt war. Er war von 1899 bis zu seinem Tod mit Cora Claire King verheiratet.

## Filmografie (Auswahl)
- 1913: A Muddy Romance (Kurzfilm)
- 1914: A Thief Catcher (Kurzfilm)
- 1914: The Knockout (Kurzfilm)

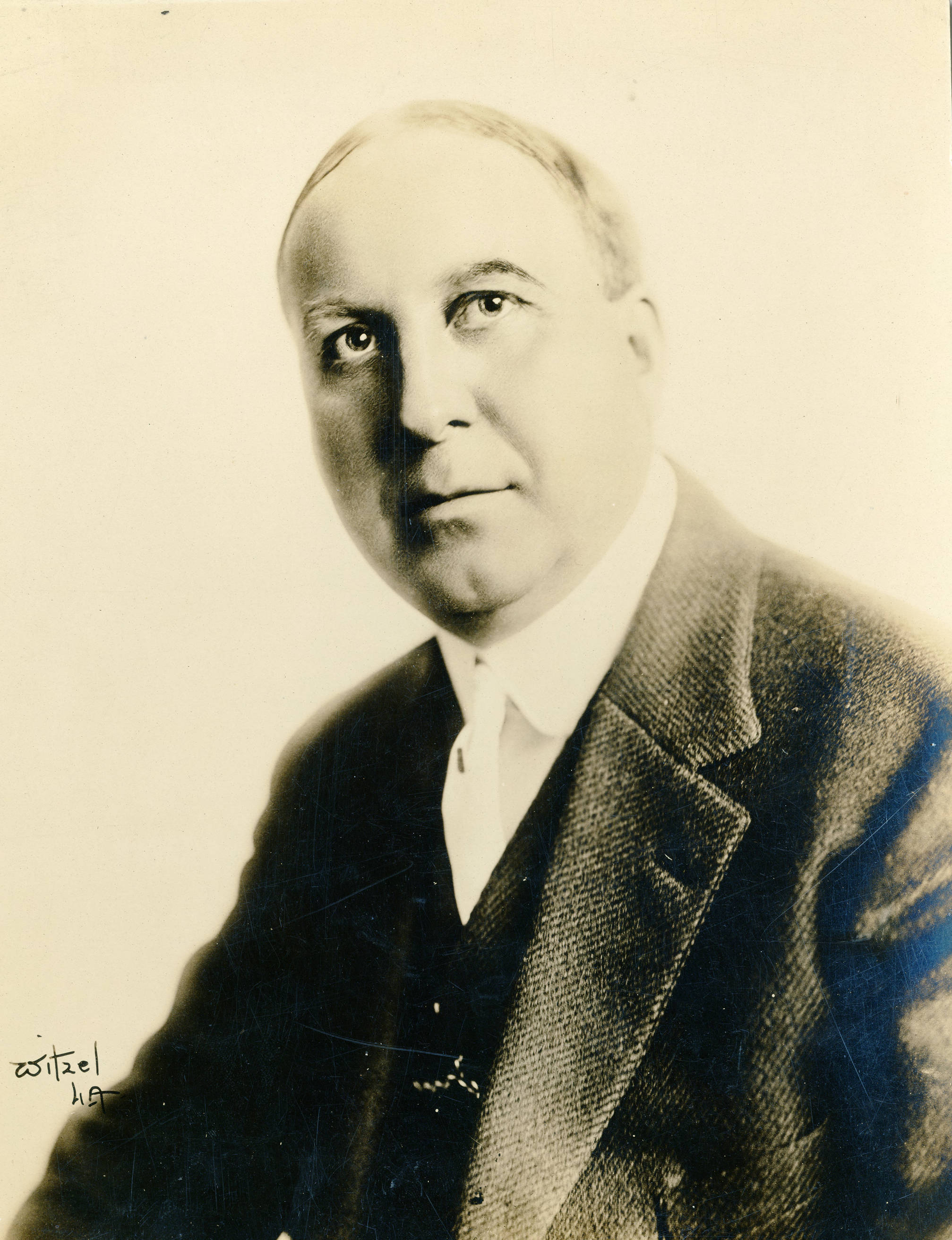
Mack Swain ohne Kostüm

- 1914: Mabel’s Married Life (Kurzfilm)
- 1916: A Movie Star (Kurzfilm)
- 1914: Laughing Gas (Kurzfilm)
- 1914: Tillies gestörte Romanze (Tillie’s Punctured Romance)
- 1921: Die feinen Leute (The Idle Class, Kurzfilm)
- 1922: Zahltag (Pay Day, Kurzfilm)
- 1923: Der Pilger (The Pilgrim)
- 1925: Goldrausch (The Gold Rush)
- 1925: Der Adler (The Eagle)
- 1926: Fluten der Leidenschaft (Torrent)
- 1926: Des Teufels Zirkus (The Devil’s Circus)
- 1926: Cohen contra Miller (The Cohens and Kellys)
- 1926: Ein Ende mit Schrecken (Sea Horses)
- 1926: Kiki
- 1927: Der Bettelpoet (The Beloved Rogue)
- 1927: Mockery
- 1927: Meine beste Freundin (My Best Girl)
- 1928: Blondinen bevorzugt (Gentlemen Prefer Blondes)
- 1928: Tillie’s Punctured Romance
- 1928: Die letzte Warnung (The Last Warning)
- 1930: Jenseits des Lebens (Redemption)
- 1930: The Sea Bat
- 1930: Die Drei von der Feuerwache (Soup to Nuts)
- 1931: Stout Hearts and Willing Hands (Kurzfilm)
- 1935: Bad Boy